# Raivo
Raivo é uma aldeia da freguesia de Águeda e Borralha, Município de Águeda, no Distrito de Aveiro, em Portugal. Com 129 habitantes (em 2021), o Raivo é uma aldeia pequena e pacata.
É também uma zona ligada à agricultura devido ao vasto espaço de cultivo situado na margem do Rio Águeda.